# Big Babol
Le Big Babol sono gomme da masticare prodotte dalla Perfetti e create nel 1978. Furono molto popolari negli anni ottanta e novanta.

## Caratteristiche
Il nome Big Babol è una storpiatura dell'espressione inglese Big Bubble ("Grande bolla"); queste gomme furono studiate appositamente per facilitare la formazione di grosse bolle (comunemente dette anche palloni).
Furono introdotte sul mercato dalla Perfetti nel 1978. Ottennero subito un grande successo: per le campagne pubblicitarie a tappeto, per la novità delle grandi dimensioni di ogni confetto e per la loro consistenza morbida, succosa e particolarmente elastica, che permetteva appunto la formazione di grandi bolle.
All'inizio ogni pezzo era incartato e venduto singolarmente, ma dopo pochi mesi, la Perfetti, visto il grande boom di vendite, pensò di creare anche una confezione che ne contenesse di più. Venne studiato quindi un imballaggio molto curato, pratico e dalla grafica moderna: una barretta di carta contenente cinque pezzi (detti massellini) incartati singolarmente, che divenne da allora il formato canonico del prodotto. Il primo gusto ad essere commercializzato fu quello alla ciliegia, nella tipica confezione blu/rosa con lettering tondeggiante; successivamente furono messi sul mercato ulteriori gusti come la fragola, i "tutti frutti" ma anche pesca, banana, cola, agrumi, anguria, panna e cacao, panna e fragola, friz (con il ripieno frizzante), exageration (tre gusti in uno) ed altri, ognuno contraddistinto da un colore diverso.
Inizialmente la gomma da masticare, una volta scoppiato il pallone, si attaccava facilmente al volto, con conseguenti problemi per toglierlo dal viso. Dopo i primi anni, la formula dell'impasto fu migliorata e, come accade tuttora, i palloni non si attaccano alla pelle.
Dal 1979 al 1982 testimonial del prodotto fu la showgirl Daniela Goggi, in seguito sostituita da Bud Spencer. Dagli anni 2010 e 2020, si sono alternati i rapper Fabio Rovazzi e Shade